# Ostřice plstnatá
Ostřice plstnatá (Carex tomentosa) je druh jednoděložné rostliny z čeledi šáchorovité (Cyperaceae).

## Popis
Jedná se o rostlinu dosahující výšky nejčastěji 20–50 cm. Je vytrvalá, netrsnatá s plazivými oddenky a dlouhými výběžky zakončené trsem listů. Listy jsou střídavé, přisedlé, s listovými pochvami. Lodyha je trojhranná, nahoře trochu drsná, delší než listy, celá rostlina je víceméně šedozelená. Čepele jsou asi 2–4 mm široké, na rubu velmi krátce chlupaté. Bazální pochvy jsou nachové až červenohnědé, vláknitě rozpadavé. Ostřice plstnatá patří mezi různoklasé ostřice, nahoře jsou klásky čistě samčí, dole čistě samičí. Samčí klásek bývá pouze 1 (vzácně 2), samičích bývá 1–2. Dolní listen je bez pochvy nebo s krátkou pochvou, je kratší než celé květenství. Okvětí chybí. V samčích květech jsou zpravidla 3 tyčinky. Čnělky jsou většinou 3. Plodem je mošnička, která je asi 2–3 mm dlouhá, obvejčitá až kulovitá, bezžilná, hustě bíle pýřitá, zobánek chybí. Každá mošnička je podepřená plevou, která je nachově knědá, na vrcholu s krátkou osinkou. Kvete nejčastěji v květnu. Počet chromozómů: 2n= 48.

## Rozšíření
Ostřice plstnatá roste v Evropě. Chybí v severní Skandinávii a na Pyrenejském poloostrově a i jinde v jižní Evropě se vyskytuje jen málo. Dále její areál zasahuje na Kavkaz a na východ až po jižní Sibiř. Mapka rozšíření viz zde: .

## Rozšíření v Česku
V ČR roste místy celkem běžně od nížin do podhůří. Častější je v teplých a suchých krajích SZ Čech, jižní a střední Moravy, jinde je podstatně vzácnější. Najdeme ji zpravidla v suchých trávnících sv. Bromion erecti.